# Barki (rejon miorski)
Barki (biał. Баркі, ros. Борки, Borki) – chutor na Białorusi, w obwodzie witebskim, w rejonie miorskim, w sielsowiecie Powiacie. W 2019 liczył 1 mieszkańca.